# Крюковка (Приозёрный сельсовет)
Крюковка — упразднённая деревня в Вязниковском районе Владимирской области России.

## География
Урочище находится в северо-восточной части области, в зоне хвойно-широколиственных лесов, в пределах Волжско-Окского междуречья, на левом берегу реки Нулы (левый приток реки Тетрух), к северу от автодороги 17Н-20, на расстоянии 19 километров (по прямой) к юго-западу от города Вязники, административного центра района.

### Климат
Климат характеризуется как умеренно континентальный. Средняя температура воздуха самого холодного месяца (января) — −11,1 °C (абсолютный минимум — −48 °С), средняя максимальная температура воздуха (июля) — +23,3 °С (абсолютный максимум — +37 °С). Годовое количество атмосферных осадков составляет около 607 мм, из которых 413 мм выпадает в период с апреля по октябрь.

## История
В «Списке населенных мест Владимирской губернии по сведениям 1859 года» населённый пункт упомянут как удельная деревня Судогодского уезда, расположенная при пруде, в 75 верстах от уездного города. В деревне насчитывалось 12 дворов и проживало 88 человек (37 мужчин и 51 женщина).
По состоянию на 1905 год, в Крюковке имелось 20 дворов и проживало 89 человек. В административном отношении деревня входила в состав Воскресенской волости.
По данным 1926 года в деревне имелось 19 крестьянских хозяйств и проживало 113 человек (51 мужчина и 62 женщины). Являлась частью Концевского сельсовета.
На момент упразднения входила в состав Приозёрного сельсовета Вязниковского района. Упразднена решением облисполкома № 778 от 23 ноября 1983 года как фактически не существующая.